# Volksbegehren „Das bessere Müllkonzept“
Das Volksbegehren „Das bessere Müllkonzept“ war ein rechtsgültiges Volksbegehren in Bayern, das von der Bürgeraktion „Das bessere Müllkonzept“ Bayern e. V. initiiert wurde und im Juni 1990 stattfand. Mit 1.061.561 Unterschriften (12,8 % der stimmberechtigten Bürger) war das Volksbegehren erfolgreich (in Bayern ist eine Eintragung von mindestens 10 % der stimmberechtigten Bevölkerung notwendig, damit ein Volksbegehren rechtsgültig wird). Der beiliegende Gesetzesentwurf unterlag dem der CSU beim darauffolgenden Volksentscheid, namentlich „Volksentscheid über das Abfallrecht in Bayern“, und wurde somit nicht übernommen. Dennoch löste das Volksbegehren eine weite Debatte über das Thema Müllvermeidung und Recycling aus und beeinflusste den Gesetzesentwurf der CSU, der sich im Volksentscheid durchsetzte, maßgeblich. Dadurch prägt das Volksbegehren die Abfallentsorgung- und wiederverwertung in Bayern bis heute, denn das heutige bayerische Abfallwirtschaftsgesetz geht in großen Teilen auf die erwähnten Gesetzesentwürfe zurück.

## Durchführung
Die Bürgeraktion „Das bessere Müllkonzept“ Bayern e. V. beantragte am 13. November 1989 die Zulassung des Volksbegehrens über den Entwurf eines bayerischen Abfallwirtschaftsgesetzes beim Bayerischen Innenministerium. Dieses genehmigte den Zulassungsantrag auf Vorlage des Verfassungsgerichtshofs am 27. März 1990. Der Zeitraum für die Durchführung des Volksbegehrens wurde vom 15. Juni 1990 bis zum 28. Juni 1990 angesetzt. In diesem Zeitraum konnten 1.061.561 Unterschriften (12,8 % der stimmberechtigten Bevölkerung) gesammelt werden, wodurch die benötigten 10 % um 235.013 Unterschriften übertroffen und das Volksbegehren rechtsgültig wurde. Über den beiliegenden Gesetzesentwurf musste damit im bayerischen Landtag abgestimmt werden. Die damalige Regierungspartei CSU stellte, nachdem der Landtag den Gesetzesentwurf des Volksbegehrens ablehnte, einen eigenen Gesetzesentwurf vor. Der Volksentscheid über diese beiden Entwürfe fand am 17. Februar 1991 statt, mit dem Ergebnis, dass sich der Gesetzesentwurf der CSU (51 %) gegen denjenigen des Volksbegehrens (43 %) durchsetzte.

## Hintergrund
In den 1980er Jahren stieg die Müllmenge in Bayern durch den wachsenden Konsum immer weiter an, was das Thema Müllvermeidung und nachhaltigen Umgang mit entstehendem Müll in den öffentlichen Fokus rückte. Die Bürgeraktion „Das bessere Müllkonzept“ Bayern e. V. setzte sich an die Spitze der Debatte, indem sie in Bayern das Volksbegehren „Das bessere Müllkonzept“ initiierte.
Die CSU legte, nachdem der Versuch das Volksbegehren im Hinblick auf die Zuständigkeit des Bundeslandes abzuschmettern gescheitert war, mit Unterstützung der SPD einen eigenen Gesetzesentwurf vor, der viele Aspekte des Entwurfes des Volksbegehrens übernahm, an einigen Stellen jedoch weniger konkrete Vorschriften betreffend Umweltschutz und Recycling und die Kontrolle über Abfallwirtschaft bei der Landesregierung und nicht bei den Kommunen vorsah. Dieser Entwurf setzte sich im Volksentscheid gegen den der Bürgeraktion durch.

## Inhalt des beiliegenden Gesetzesentwurfes
Im Fokus lagen vor allem Müllvermeidung, Wiederverwertung und die weitgehende Einschränkung von Müllverbrennung. So wurden Wiederverwendung und Müllvermeidung als Teil der obersten Ziele in Artikel 1 genannt und Verbrennung als letzter Ausweg bei dem Umgang mit Abfall angesehen, der nur zulässig ist, wenn alle anderen Möglichkeiten ausgeschöpft sind. Erreichen wollte man diese Ziele durch moderne Methoden wie Kompostierung, Verwertung, Vergärung und verpflichtende Mülltrennung, wodurch die Müllmenge drastisch reduziert werden sollte und Müllverbrennung vermieden werden könnte.
Als Vorlage diente das 1986 erlassene bundesweite „Gesetz über die Entsorgung und Vermeidung von Abfällen“, an welches das in Bayern gültige 1973 erlassene „Abfallwirtschaftsgesetz“ mithilfe des Gesetzentwurfes angeglichen werden sollte.